# Voyage au centre de la Terre (film sorti directement en vidéo, 2008)
Pour les articles homonymes, voir Voyage au centre de la Terre (homonymie).
Pour plus de détails, voir Fiche technique et Distribution.
Voyage au centre de la Terre (Journey to the Center of the Earth) est un téléfilm américain d'aventure réalisé par Scott Wheeler et Davey Jones et produit par le studio The Asylum. Il s'agit d'un mockbuster de Voyage au centre de la Terre et d'une adaptation moderne du roman de Jules Verne, mais il porte aussi certaines similitudes avec le roman d'Edgar Rice Burroughs Au cœur de la Terre.

## Synopsis
Un appareil de forage high-tech est créé pour sauver une équipe de chercheurs piégée très profondément sous la surface de la terre. Ces chercheurs avaient découvert quelque temps plus tôt une faune spectaculaire, des créatures extraordinaires et des animaux préhistoriques.

## Fiche technique
- Titre : Voyage au centre de la Terre
- Titre original : Jouney to the Center of the Earth
- Titre au Royaume-Uni : Journey to the Middle Earth
- Réalisation : Scott Wheeler et Davey Jones
- Production : David Michael Latt, David Rimawi et Paul Bales
- Scénario : Steve Bevilacqua et Scott Wheeler
- Photographie : Mark Atkins
- Musique : Chris Ridenhour
- Effets visuels : Tiny Juggernaut
- Studio distributeur : The Asylum
- Genre : Aventure, science-fiction
- Durée du film : 85 minutes

## Distribution
- Greg Evigan : Joseph Hamet
- Jennifer Dorogi : Kristen Radford
- Dedee Pfeiffer : Emily Radford
- Vanessa Lee Evigan : Victoria Jansen
- Caroline Attwood : Gretchen Lake
- Amelia Jackson-Gray : Kate Burroughs
- Sara Tomko : Betsey Case
- Vanessa Mitchell : Eve Abraham
- Micheal Tower : Marty

## Autour du film
- Ce film est la deuxième adaptation d'un roman de Jules Verne par The Asylum après 30,000 Leagues Under the Sea.
- Ce film est une adaptation de Voyage au centre de la Terre mais il porte des similitudes avec certains romans de Edgar Rice Burroughs. Par exemple, le caractère de Joseph Hamet est comparable à celui de David Innes, le protagoniste de Pellucidar qui est un roman de Burroughs.
- Le film a été rebaptisé Journey to the Middle Earth au Royaume-Uni.